# Gobie céphalote
Gobius cobitis
Espèce
Le Gobie céphalote ou gobie à grosse tête (Gobius cobitis) est une espèce de poissons gobiiformes des eaux côtières appartenant à la grande famille des gobiidés.